# Религија и трансродност
Однос између трансродних особа и религије увелико варира широм света. Религије се крећу од осуђивања било које родне варијације до поштовања трансродних особа као верских вођа. Ставови унутар једне религије могу се значајно разликовати, као и ставови између различитих вера.

## Аврамске религије

### Бахаи вера
У Бахаи вери трансродне особе могу добити признање у свом полу ако су прешле под медицинским надзором и ако имају операцију промене пола (СРС). Након СРС -а, они се сматрају транзиционим и могу да склопе брак.

### Хришћанство
Нови завет представља евнухе као прихватљиве кандидате за евангелизацију и крштење, што је показано у извештају о обраћењу етиопског евнуха. Одговарајући на питања о браку и разводу, Исус каже да „постоје евнухи који су такви од рођења, а има и евнуха које су други учинили евнухима, а има и евнуха који су себе учинили евнухима ради небеског краљевства." Дошло је до расправе о значају одабира етиопског евнуха као раног паганина који је прешао у хришћанство: укључивање еунуха, који представља сексуалну мањину, у контексту тог времена.
Неке хришћанске деноминације прихватају трансродне особе као чланове и свештенство.